# هالیوود (کارولینای جنوبی)
هالیوود(به انگلیسی: Hollywood) شهری در ایالت کارولینای جنوبی کشور ایالات متحده آمریکا است که جمعیت آن در سرشماری سال ۲۰۱۰ میلادی، ۴٬۷۱۴ نفر بوده‌است.